# Киноосень 2012
III-й Фестиваль национального кино «Киноосень» — прошёл в Ереване и областях Армении с 28 сентября по 30 октября 2012 года.

## История
Третий национальный кинофестиваль «Киноосень» проходил в Армении в период с 28 сентября по 30 октября и был посвящён 120-летию основателя армянского кинематографа Амо Бекназаряна. С увлечением престижа, выросло и количество участников, число которых за три года возросло с 17 до 47.
Кинофестиваль начался с показа в Армавире первого армянского звукового художественного фильма «Пепо», снятого Бекназаряном в 1935 году. В рамках «Киноосени», в Институте театра и кино, прошла научная конференция «Неизвестный Амо Бекназарян», в ходе которой с докладами выступили киноведы и несколько студентов и выпускников вуза. Помимо этого в ереванском кинотеатре «Наири» прошла серия показов известных и неизвестных фильмов режиссёра. В период проведения форума прошли вечера в честь юбилея двух армянских режиссёров — 90-летию Юрия Ерзнкяна и 85-летию Фрунзе Довлатяна, которые состоялись в родных городах режиссёров — Алаверди и Гаваре. Кроме того, также были проведены юбилейные вечера к 90-летию режиссёра Лаэрта Вагаршяна и 75-летию режиссёра и оператора Сергея Исраеляна. Были презентованы книги об известном армянском режиссёре Дмитрии Кесаянце
В рамках программы фестиваля был проведен традиционный конкурс кинорецензий, в котором приняло участие 45 студентов, один кинокритик, театровед и киножурналист. Победители конкурса удостоились дипломов и денежных вознаграждений.
По закрытию фестиваля было принято решение о том, что в 2013 году в список показываемых фильмов войдут работы армянских режиссёров диаспоры. Сам же фестиваль будет проходить не только в Армении, но и в Арцахе (Нагорно-Карабахская Республика)